# Theodor Litt
Theodor Litt (Düsseldorf, 27 dicembre 1880 – Bonn, 16 luglio 1962) è stato un filosofo e pedagogo tedesco.
Litt è noto specialmente per aver sviluppato a partire dal suo confronto con le teorie di Wilhelm Dilthey, Georg Simmel ed Ernst Cassirer un approccio autonomo alla filosofia della cultura e all'antropologia filosofica, giungendo ad una visione dialettica del rapporto tra individuo e società, uomo e mondo, ragione e vita. Al tempo stesso ha applicato tale concezione in pedagogia sostenendone la corrente umanistica o, più esattamente, scientifico-spirituale, derivante a sua volta dalla pedagogia riformata degli inizi del XX sec.
Dopo Litt, tramite il suo allievo Wolfgang Klafki, la pedagogia scientifico-spirituale avrà ancora un ruolo nella discussione relativa alla riforma dell'istruzione svoltasi a cavallo degli anni '60. In politica Litt sostenne la Repubblica di Weimar e, come Rettore dell'Università di Lipsia, si oppose al Nazionalsocialismo, ragion per cui fu allontanato dall'insegnamento e nel 1937 posto in pensione anticipata. Nonostante ciò egli continuò a pubblicare studi critici contrari all'ideologia dominante. Dopo la guerra, nonostante il suo convinto antinazismo, si oppose anche all'ideologia comunista e stalinista sostenuta dalla SED (il Partito Socialista Unificato di Germania al potere nella Repubblica Democratica Tedesca), allontanandosi definitivamente da Lipsia e trasferendosi a Bonn, dove fondò l'Istituto per le Scienze Pedagogiche.

## Vita
Figlio di un insegnante liceale, Ferdinand, e pronipote del regista teatrale ed attore Hermann Litt, tra il 1890 ed il 1898 frequenta il Liceo classico di Düsseldorf, proseguendo quindi gli studi all'Università di Bonn in didattica della storia, della filosofia e della filologia classica nei Licei (Lehramtsstudium); per un semestre si reca anche a Berlino. È membro a Bonn dell'Associazione coreutica Makaria, a Berlino delle società corali (Liedertafel) comprese nella Confederazione coreutica di Sondershausen (Sondershäuser Verband). Nel 1904 ottiene il dottorato di ricerca in filologia classica con una dissertazione scritta in latino, dedicandosi quindi all'insegnamento della storia e delle lettere classiche nei Licei, dapprima a Bonn ed in seguito al ‘Friedrich-Wilhelm-Gymnasium‘ a Colonia. Dopo quattro anni d'insegnamento lavora per un semestre come dirigente al Ministero della Cultura prussiano.
Litt inizia a dedicarsi a tempo pieno a temi filosofici e pedagogici in seguito al trauma della Grande Guerra. Già nel 1919 gli è assegnato un incarico all'Università di Bonn come professore straordinario di pedagogia. Nella sua prima opera di rilievo, Individuum und Gemeinschaft (Individuo e comunità) espone un primo abbozzo della sua filosofia della società e della cultura, divenendo in seguito membro della cosiddetta scuola di Lipsia per la filosofia sociale, assieme ad Ernst Troeltsch, Ernst Cassirer e Georg Simmel, ma anche a Hans Freyer, Hans Driesch, Arnold Gehlen, e Helmut Schelsky. Nel 1920 succede ad Eduard Spranger (nel frattempo trasferitosi a Berlino) alla cattedra di filosofia e pedagogia presso l'Università di Lipsia, dove continuerà ad insegnare fino al 1937, divenendone anche Rettore tra il 1931 ed il 1932.
Nell'opera del 1927, Führen oder Wachsenlassen (Dirigere o lasciar crescere), precisa le sue posizioni in ambito pedagogico: la sua opposizione ad ideologie irrazionali, organicistiche e autoritarie, nonché il suo richiamo ad una maggiore attenzione verso le esigenze formative dell'adolescente e ad una più aperta concezione pedagogica, lo conducono a opporsi subito al crescente movimento nazista. Nel discorso d'inaugurazione del suo Rettorato, tenuto a Lipsia nel 1931, si pronuncia a favore di un'Università libera e indipendente dalle intromissioni della politica.
La dittatura nazista segna per Litt la conclusione del suo primo periodo creativo (dal 1919 al 1937), non però la fine della sua opposizione al regime, che a sua volta lo sottopone a numerose vessazioni. Nell'ottobre del 1932 Litt promuove con altri professori universitari una dichiarazione congiunta di condanna al movimento nazionalsocialista, benché sia in seguito citato tra i firmatari della dichiarazione d'appoggio «ad Adolf Hitler e allo Stato nazionalsocialista», presentata dai professori universitari tedeschi l'11 novembre 1933 (Bekenntniss der Professoren an den deutschen Universitäten und Hochschulen zu Adolf Hitler und dem nationalsozialistischen Staat). In ogni caso, a causa delle sempre più numerose manifestazioni di studenti ed attivisti nazisti contrari alle sue lezioni, si giunge persino alla chiusura temporanea dell'Università di Lipsia nel 1934. Nel 1936 deve anche interrompere un ciclo di conferenze a Vienna a causa del divieto d'insegnamento inflittogli in quell'anno dalle autorità naziste. Tornato a Lipsia richiede il pensionamento anticipato, che gli viene accordato l'anno seguente.
Nonostante il clima intimidatorio, Litt non teme di dare alle stampe nel 1938 un piccolo volume, Der deutsche Geist und das Christentum (‘Lo spirito tedesco ed il cristianesimo’), in cui attacca le tesi antisemite e anticristiane contenute nell'opera di Alfred Rosenberg, ideologo del regime, Der Mythus des 20. Jahrhunderts ('Il mito del XX secolo'). Il volumetto di Litt acquista immediata e ampia risonanza in molti circoli cristiani, e la prima edizione è presto esaurita. Litt tuttavia è sorpreso dalla presa di distanza di molti suoi ex colleghi, ed in primo luogo di Eduard Spranger e Wilhelm Flitner che, per non rischiare di perdere la cattedra, giungono a rinnegare le posizioni che fino a poco tempo prima avevano condiviso con Litt. L'unico che non gli fa mancare il suo appoggio, venendo per questo anch'egli allontanato dall'insegnamento nel 1937, è Herman Nohl. Nel 1944, dopo la sua espulsione dall'Accademia di Sassonia, Litt si ritira del tutto a vita privata.

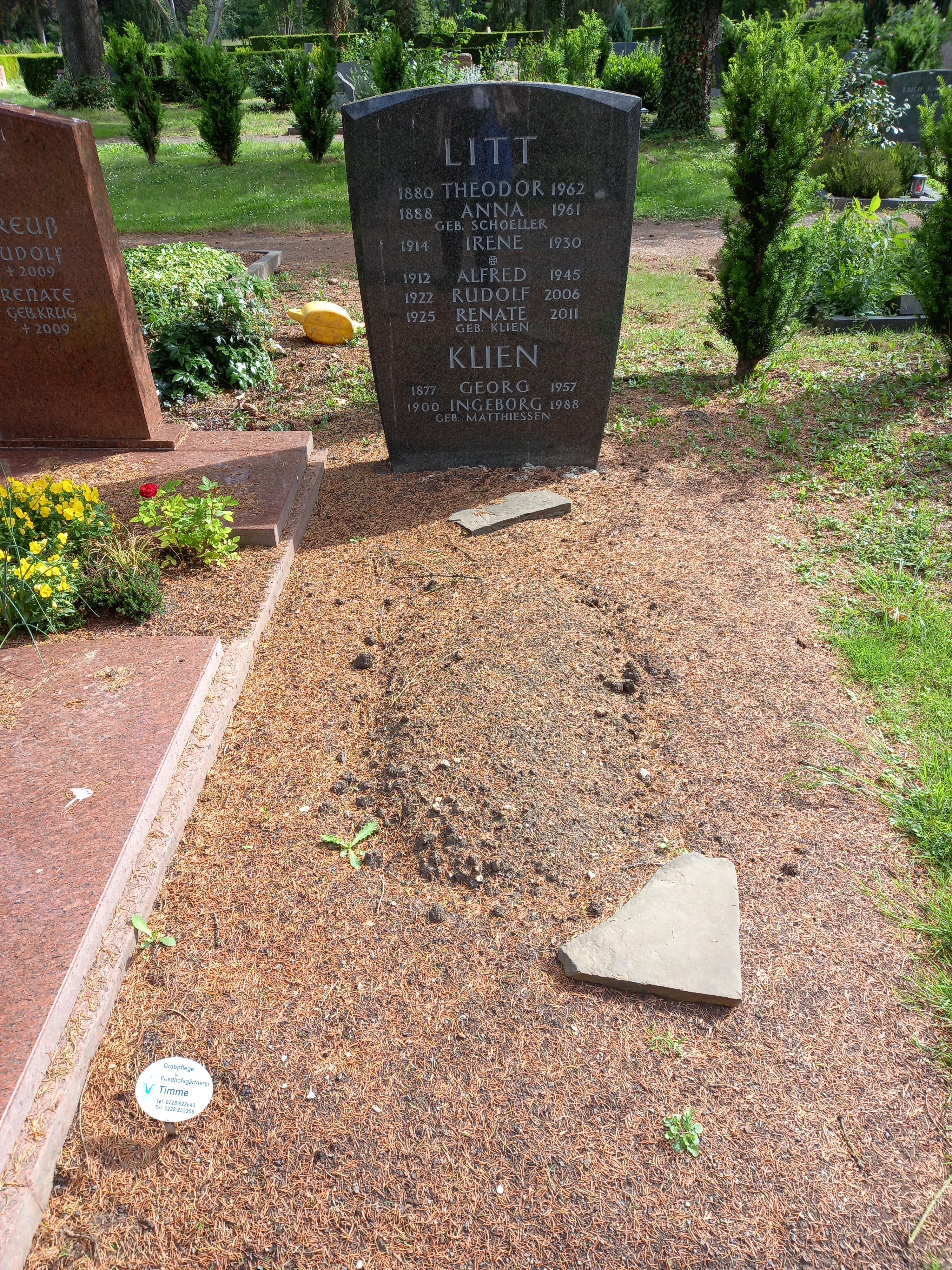
La tomba diTheodor Litt nel cimitero sud di Bonn.

La seconda fase creativa di Litt inizia subito dopo la fine della guerra, nel 1945. Su consiglio di Ernst Cassirer gli viene affidato il progetto di riforma statutaria dell'università di Lipsia; tuttavia, dopo una conferenza sul Significato della teoria pedagogica per la formazione professionale dell'insegnante (Die Bedeutung der pädagogischen Theorie für die Ausbildung des Lehrers), tenuta nel 1946 nella zona di Berlino occupata dai Russi, entra in conflitto con il Partito Socialista Unificato di Germania (Sozialistische Einheitspartei Deutschlands, SED), la forza politica egemone della futura DDR. Questo lo spinge a trasferirsi a Bonn, dove accetta la cattedra di filosofia e pedagogia all'Università. A Bonn, Litt fonda e dirige fino alla morte il locale Istituto per le Scienze Pedagogiche (Institut für Erziehungswissenschaften). Le sue numerose lezioni e conferenze hanno ben presto grande risonanza, come le sue opere. Tra le altre si ricordano: ‘L'autocritica nella civiltà moderna' (Die Selbstkritik in der modernen Kultur), ‘Etica e pedagogia politica (Politische Ethik und Pädagogik), L'autoeducazione politica del popolo tedesco' (Die politische Selbsterziehung des deutschen Volkes), quest'ultima apparsa in occasione dell'inizio delle pubblicazioni del ‘Centro federale per la formazione politica’ (Bundeszentrale für die politische Bildung). Nel 1962 appare l'ultimo scritto di Litt, Freiheit und Lebensordnung (Libertà e ordine vitale), in cui torna nuovamente ad occuparsi delle forme di potere totalitarie e delle loro teorie politiche.
Muore il 16 luglio 1962 a Bonn.

## Posizione filosofica

### La dialettica come modalità di pensiero
Il pensiero filosofico di Litt è profondamente segnato dal confronto con il pensiero e le opere di Immanuel Kant e Johann Gottfried von Herder, da una parte, e con il sistema hegeliano, dall'altra. Alla pari di Eduard Spranger, Herman Nohl, Wilhelm Flitner e Erich Weniger, Litt è annoverato tra i sostenitori della pedagogia scientifico-spirituale (geisteswissenschaftliche Pädagogik). Egli stesso designò la sua posizione come "pedagogia culturale" (Kulturpädagogik), riallacciandosi alle posizioni di Ernst Troeltsch, il quale, da una concezione complessiva, impregnata di elementi storicistici, dell'ambito culturale, aveva creduto di poter delineare i fini della pedagogia a partire dallo sviluppo dialettico della tradizione culturale ("spirituale"), in un'opera continua di livellamento e superamento di contraddizioni e conflitti d'interesse e per il potere. Se alla formazione della visione del mondo di Litt non furono estranee le sollecitazioni derivanti dalla lettura degli scritti di Georg Simmel, Wilhelm Dilthey ed Edmund Husserl, fu però il libro di Jonas Cohn, Theorie der Dialektik (Teoria della dialettica), a spingerlo ad analizzare le problematiche pedagogiche con metodo dialettico. Per Litt tuttavia la dialettica non s'identifica in un mero esercizio elenctico di tesi tra loro contrapposte, ma in una più essenziale antinomia tra individuo e comunità, vita e ragione, tra spirito soggettivo, inteso come persona, e spirito oggettivo come formazione spirituale oggettivante.
Mediante il suo pensiero dialettico Litt mirò a superare le visioni monodimensionali dell'esistenza, nonché il loro credito "scientifico" e, in un contesto più generale, onnicomprensivo. Il risultato fu l'elaborazione di una filosofia della cultura improntata ad una più ampia visione del rapporto tra vita e conoscenza (Individuum und Gemeinschaft, Individuo e comunità è del 1919), che a sua volta costituì la base per lo sviluppo di un più vasto studio di antropologia filosofica (Mensch und Welt, Uomo e mondo). Egli cercò in questo modo, mediante la visione d'assieme delle idee chiave, di ricomporre in totalità ordinata il conflitto fondamentale tra conoscenza e vita. All'approccio didattico di Litt si riallacciarono tutti coloro che vollero sostenere il ruolo chiave della formazione umanistica ("scientifico-spirituale") anche dinanzi allo sviluppo della tecnica, delle scienze naturali e del mondo del lavoro: ad esso si rifecero in particolare la scienza pedagogica ‘liberopensante’ (freidenkend) di Wolfgang Klafki, e le linee guida della riforma dell'istruzione in Germania negli anni '60 (Accordo di Amburgo del 1964). Anche la teoria sociologica di Talcott Parson è stata influenzata dal pensiero pedagogico di Litt.

### La storia come situazione culturale complessiva
L'uomo dev'essere considerato nel contesto storico. Litt per ‘storia’ non comprende soltanto gli eventi passati, ma anche la storia futura, plasmata dagli uomini. Egli definisce la storia come "situazione culturale complessiva" (kulturelle Gesamtlage), intendendo con ciò la totalità delle realizzazioni conseguite dagli uomini mediante il pensiero, l'azione e la produzione in una comunità. Se il senso della storia come ‘storia culturale’ è quello di costituire un mondo spirituale (geistige Welt), l'educazione è allora un «agire che, per essenza, è diretto al nesso del mondo umano e sociale, vale a dire del mondo spirituale». Presa così, tuttavia, una simile totalità non esiste nel mondo; la situazione culturale complessiva è piuttosto contraddistinta da ineguaglianze, diversità, fratture: nel mondo altro non si trova che l'esistenza giustapposta e frammentata del "dato". Le azioni umane si distinguono in ragione dei fini e del loro perseguimento, ed è per questo ch'esse esistono in regioni separate e tra di loro non comunicanti.

### La contraddizione nella struttura dialettica fondamentale
Tensioni e contraddizioni possono essere tolte mediante produzione di sintesi che non siano un concetto estrapolato dall'intelletto, ma connessione reale ed intrinsecamente antinomica dell'esistenza umana. La causa della contraddittorietà e dell'antinomicità presenti nella psiche umana è da ricercarsi nella struttura dialettica fondamentale dell'esistenza. Tale struttura dialettica fondamentale (dialektische Grundstruktur) non può essere rimossa in maniera estrinseca mediante manipolazioni o interventi psicologici: questi possono tutt'al più portare alla luce la contraddizione, senza però indicare come il singolo possa affrontare questo stesso rischiaramento. La soluzione delle tensioni dialettiche non è perseguibile nell'educazione del bambino, perché esse coinvolgono tanto l'educando quanto l'educatore (la guida), ed il secondo non può sfuggire loro più del primo. Litt, tuttavia, non affida la soluzione delle tensioni e delle contraddizioni, intrinseche all'uomo, ad uno spontaneo "lasciar crescere", tanto più che tale "lasciar crescere" dovrebbe procedere dal presupposto che lo sviluppo sia, fin dal principio, conforme ad uno scopo e sensato.

### Il superamento del rapporto di tensione
Vi è un abisso tra l'esistenza naturale organica e quella spirituale dell'uomo: alla prima non corrisponde alcuna sensatezza né un "dovere" (Sollen), né la natura tende a rimuovere alcuna contraddizione. Questa è piuttosto l'esigenza fittizia degli uomini, poiché il loro spirito tende a vivere in armonia con "tutto ciò che esiste ed è", richiedendo di superare le contraddizioni mediante il proprio autonomo lavoro intellettuale. Secondo Litt l'educazione può esser compresa nella sua essenza soltanto guardando al suo fine, al suo Sollen, che è infine la sintesi da produrre per riconoscere le contraddizioni, ammetterne l'esistenza in quanto prodotto dello spirito umano, il quale a sua volta pone l'esigenza di controllarle e armonizzarle tra di loro mediante uno sforzo spirituale. Allo spirito è dunque possibile ricondurre ad unità i poli contrapposti, perché questi hanno la loro origine in quello.

### L'uomo e il mondo
Litt rimarca il significato ed il ruolo dell'individuo, sottolineando come l'Io ed il mondo siano assegnati l'uno all'altro in un processo di reciproca 'apertura' (Erschließung); al contempo si oppone alla concezione monodimensionale ed individualistica di Hegel, che respinge l'individuo a semplice comparsa ed ombra del processo dialettico.
Per esser fecondi, i contenuti oggettivi devono di volta in volta esser compresi nella vita del soggetto: il termine ‘tradizione’ è inscindibile dal termine ‘individuazione’, uomo e mondo operano reciprocamente l'uno sull'altro e stanno in una reciproca e positiva tensione dialettica, completandosi dinamicamente a vicenda.
Mediante questo "compimento operoso" (Abarbeitung) il mondo e l'uomo si educano o si formano reciprocamente: l'uomo si forma giungendo alla determinazione di sé, ed il mondo si forma come la totalità dei contenuti spirituali, storici e sociali, che va rispettata e rafforzata nella ‘virtuosa’ (tugendhaft) rivendicazione della loro esistenza.
Scienza, tecnica e mondo del lavoro, designati da Litt nel loro complesso come ‘mondo’, sono posti in reciproca interazione con l'uomo. L'uomo forma e plasma il mondo, e possiede così un ‘carattere cosmogonico’ (Weltbildungscharakter); i domini che, riuniti, costituiscono il mondo, sono le ‘potenze formatrici’ che a loro volta formano l'uomo, in un processo ‘antropo-cosmogonico’.
Così Hans Seidl efficacemente riassume la posizione filosofica di Litt:

## Posizione pedagogico-scolastica

### L'ideale educativo
Per Litt non vi sono campi privilegiati dell'azione educativa. Esistono tuttavia ambiti come ad es. la scienza, la religione, l'arte e la morale, il cui carattere formativo permane inviolabile. È caratteristico della società voler idealizzare un modello formativo allo scopo di preservare certi contenuti dalla critica: questa tendenza è tuttavia ritenuta da Litt inappropriata e discutibile. Diverso invece è il tentativo, del tutto disinteressato, d'indagare le irrigidite concrezioni dello spirito per comprenderne lo scopo ed il significato, appropriandosene. L'educazione può essere funzionale e orientata allo scopo senza per forza voler imporre un modello o ideale formativo: essa mira alla formazione di sé del soggetto senza l'imposizione di un percorso idealizzato, riconducendolo piuttosto all'identità che gli è più propria (ossia, in senso pieno, con-geniale) e alla conoscenza di sé. Non è perciò possibile inferire un'educazione ‘umana’ da un modello o ideale educativo  (Bildungsideal) desunto da una particolare religione o da ideologie politiche; allo stesso modo, lo "spirito", in una determinata configurazione del mondo, o è presente o non lo è: è necessario cioè, di volta in volta, tematizzare il mondo dato al singolo caso per formare un soggetto cosciente di sé.
Viceversa, come il mondo "si apre" al singolo, così il singolo spirito "liberopensante" (freidenkender Geist) si obbliga ad istruirsi ed educarsi: l'educazione d'altra parte deve formarlo mediante un esame critico del mondo stesso.

### "Bagaglio" culturale e "bagaglio" educativo
Litt rimarca a più riprese il significato della scelta dei contenuti formativi: è proprio a causa della loro varietà che è tanto importante esaminare, dal punto di vista pedagogico, il contenuto delle materie oggetto d'insegnamento. Non esistono contenuti formativi che possano rivendicare per sé validità universale, dato che diverso è il loro apporto nei contesti esistenziali (Lebenszusammenhängen) di differenti culture. Lo sforzo pedagogico dev'essere perciò in grado di ridiscendere dalla totalità della cultura ai suoi singoli ambiti, in modo tale da strutturare e classificare secondo la loro priorità i domini ed i patrimoni culturali tra di loro. Questo modo di procedere tuttavia trascura ancora alcune scelte decisive relative al patrimonio culturale e formativo: un certo patrimonio (o "bagaglio") culturale può rivestire un grande significato per il fruitore, senza tuttavia necessariamente possedere alcuna rilevanza per l'educazione. Non esiste un punto in cui debbano convenire "bagaglio" culturale e "bagaglio" formativo o educativo: perché anche il primo possa dimostrarsi capace di valere come contenuto educativo,  deve «inserirsi nel movimento interno della totalità vivente», e porsi in relazione «alla totalità dello sviluppo spirituale del giovane», giungendo a corrispondere alla sua concezione del mondo. Una volta trovati i contenuti educativi appropriati, questi devono essere ancora adattati al gruppo di riferimento previsto, in cui i membri possiedano mentalità tra di esse paragonabili.

### Il compito della formazione culturale
La formazione culturale insegna all'uomo la disciplina da tenere nei confronti di sé e nelle sue relazioni: realizzandola, gli si agevola l'accesso agli altri. Il lavoro con la sua sobrietà ha un effetto benefico sulla persona, poiché è grazie a questa 'applicazione esistenziale' (Lebensübertragung) che gli è possibile assimilare la disciplina intrinseca al lavoro, per crescere grazie ad esso anche dal punto di vista umano. Litt affronta anche nella pratica il tema della ‘pedagogizzazione’ della società: anche la famiglia più capace non è più in grado di offrire le garanzie necessarie alla formazione dell'adolescente, come ancora si poteva immaginare ai tempi di Pestalozzi o Diesterweg.
È necessario che la scuola si assuma compiti sempre nuovi per sostenere e garantire la capacità di affrontare l'impegno quotidiano e la responsabilità delle proprie azioni nell'adolescente: una separazione tra educazione e mondo degli adulti (mondo del lavoro) non è più pensabile. Anche i bambini, dall'asilo in poi, dovranno esperire i vincoli del mondo degli adulti.

### Valori educativi e valori vitali
Il giovane deve confrontarsi con temi culturali di rilievo e classici, nonché dotati di carattere educativo "atemporale", perché questi sono i veri "valori educativi". Oltre a ciò la scuola deve prendere in considerazione anche le reali esigenze vitali, le esigenze sociali, occupandosene: ciò significa che ai cosiddetti "valori vitali" è attribuita la stessa importanza riconosciuta ai "valori educativi". Se tra le due specie di valori emerge un rapporto di tensione che resta irrisolto, entrambe devono rimanere tra di loro incompatibili, e non possono giungere ad un rapporto di ricomposizione ove una specie di valore predomini del tutto sull'altra.

### Il processo di democratizzazione dei giovani
Litt raccomanda inoltre di escludere dalle lezioni contenuti d'ordine esplicitamente politico, o ideologico, "d'attualità". La scuola non dev'essere soggetta ad abusi tendenti all'indottrinamento politico o ideologico relativi ad un partito. Egli piuttosto sottolinea l'importanza di rafforzare il carattere del giovane mediante un esempio che sia insieme etico, morale e spirituale.
Nonostante Litt respinga l'intreccio scuola-politica, egli si esprime a favore dell'educazione alla democrazia nelle scuole. Un sistema scolastico funzionante, come afferma, si contraddistingue per la propria stabilità, distanziandosi dal predominante clima politico, intellettuale e culturale, allo scopo di non cadere nella falsa convinzione che sia necessario reagire alle controversie politiche all'interno delle aule. La scuola ha un carattere naturalmente "conservatore" (erhaltend), perché è in grado di costruire la "solidarietà educativa tra le generazioni" (Bildungssolidarität der Generationen); essa, pertanto, è tenuta a garantire una certa stabilità e continuità anche in tempi di rapidi mutamenti.

### La critica al sistema scolastico unificato
Durante tutta la sua attività accademica e d'insegnamento, Litt s'impegnò molto a difesa di un sistema dell'istruzione articolato in diversi indirizzi, rifiutando con forza l'idea della cosiddetta ‘scuola unificata’. Nelle sue opere egli prende posizione a favore dell'eccellenza degli indirizzi liceali e ginnasiali, e delle loro materie caratterizzanti a contenuto umanistico-letterario (lingue e letterature classiche e moderne, discipline storico-filosofiche), ossia scientifico-spirituale.
Compito delle scuole superiori è, a suo parere, quello di offrire le maggiori opportunità educative agli allievi più dotati, richiedendo da loro il massimo impegno nello studio e nella maturazione della personalità. Alla molteplicità e varietà di materie offerte dagli indirizzi superiori d'istruzione dovrebbe fare da contraltare la minore varietà offerta dalle scuole professionali (Berufsschulen), le quali tuttavia si concentrerebbero di più, nella concezione di Litt, nel formare professionisti competenti nel loro ambito specifico, comprendendo, sia pure in misura minore rispetto agli indirizzi superiori, l'insegnamento delle materie di ‘cultura generale’, correlate e contestualizzate all'ambito professionale prescelto.
Comprensione e rispetto dovrebbero infine costituire aspetti costitutivi anche di queste scuole, come fondamento della civile convivenza e del rispetto dei diritti umani.

### Autorità pedagogica nell'insegnamento
Per Litt,"insegnamento" ed "educazione" sono strettamente collegati, dato che un importante momento educativo confluisce sempre anche nell'insegnamento. L'azione pedagogica è decisiva nell'imbastire un insegnamento che miri ad educare all'equità, all'etica del lavoro e all'adempimento dei propri doveri. 
Tali valori, secondo Litt, dovrebbero essere trasmessi dagli insegnanti agli allievi piuttosto in maniera "indiretta" che "diretta", poiché ogni insegnante ha un diverso "carisma" (Strahlkraft) e un diverso approccio o punto di vista educativo. Accanto all'intreccio reciproco di "insegnamento" ed "educazione" ve ne sono da considerare altri di non minore importanza: quello tra "intelletto" e "carattere" e tra "sapere" e "formazione".
Il "sapere" è sempre un giudizio ed una valutazione dello stato delle cose o 'situazione' (Lage), e il fondersi assieme di "sapere" e "coscienza morale", "scienza e coscienza" (Wissen und Gewissen) è ciò che si presuppone affinché l'agire possa corrispondere al "sapere" (a ciò in cui si crede).

## Compiti dell'insegnante

### Qualità richieste all'insegnante
Litt è certo convinto che esistano educatori dotati per così dire dalla nascita di un eccezionale talento pedagogico; egli tuttavia è dell'opinione che alla maggior parte degli insegnanti sia necessaria l'apprensione dell'uso di determinati ausili e metodi educativi per giungere ad un grado soddisfacente di formazione professionale. Per ‘metodi educativi’ in senso stretto sono da intendersi la costanza e la precisione nella formazione pedagogica dell'allievo, ed una profonda conoscenza dei metodi d'insegnamento. In più, Litt difende l'aspetto metodico dell'insegnamento perché, mediante un'azione pedagogica sistematica e regolare, non sia lasciato spazio al radicarsi di costrutti imperfetti e, alla lunga, dannosi nel modo di apprendere del discente. La teoria pedagogica, oltre a costituire un sapere metodico, impone ai docenti precise esigenze, anche non necessariamente collegate alla pratica dell'insegnamento. Essa infatti li deve portare a far propria una ‘coscienza della posizione storica’ (geschichtliches Standortbewusstsein) tale, che in seguito possa essere in grado di aiutare gli allievi a ritrovarsi e ad inserirsi nello scorrere degli eventi del mondo.
Per "coscienza della posizione storica" Litt intende anche l'ampiezza "dell'orizzonte spirituale", che a suo dire permetterebbe all'insegnante di rappresentare in maniera convincente “le potenze spirituali, il cui precipitato gli appare essere il contenuto della sua attività docente”, rendendolo inoltre capace di affrontare con vigile coscienza i fenomeni contemporanei.
Scopo della teoria pedagogica è anche quello di contribuire a dare al docente in formazione una certa consapevolezza di sé nel definire la propria azione pedagogica, basandosi sulla propria libertà interiore e sulla coscienza del proprio dovere.
Un buon insegnante si riconosce dal fatto che possiede capacità di autocontrollo, è imparziale, ed è capace di affrontare temi controversi e questioni esistenziali decisive su un piano di fondamentale mediazione e concordia. Cercare di influenzare la scuola e gli allievi con ideologie partitiche o parziali, resta per Litt un pericolo da evitare con cura.

### Conservare la libertà di scelta
È un errore togliere agli allievi la possibilità di prendere delle decisioni in relazione alla loro personale visione del mondo, precipitando i tempi della loro educazione. È invece necessario offrire loro l'occasione di tracciare la propria immagine del futuro. Questo richiede che l'insegnante sia tollerante e ponga a freno i propri progetti, desideri o visioni del futuro. In tal modo, inoltre, gli è consentito di porre in relazione gli allievi con una visione più ampia della cultura, porgendosi come mediatore tra "io" ed il "mondo", così che il processo educativo conduca alla "cosa", posta oltre la posizione personale, insegnando ad apprendere autonomamente la "situazione oggettiva". 
L'insegnante ha il dovere di avvicinare gli studenti alla considerazione imparziale dei contenuti oggettivi. L'educazione raggiunge il suo obiettivo solo qualora, accanto al "lasciare crescere" del futuro uomo, anche il "guidare" sia visto come componente costitutiva del processo formativo.
Adottare come unico intervento educativo la mera osservazione della direzione di sviluppo di un bambino,  soddisfacendo le sue esigenze o preferenze, o favorendo i suoi interessi, è in sé un agire miope ed in ogni caso non rispondente alle esigenze di crescita personale e umana del discente. Tanto l'"io" che il "mondo" stanno in realtà in un rapporto di reciproca apertura ed il confronto con contenuti oggettivi, adeguati all'età e alle doti, è di fondamentale importanza per il processo di crescita del bambino, futuro uomo.

## Opere

### Pubblicazioni autonome
- Geschichte und Leben. Von den Bildungsaufgaben geschichtlichen und sprachlichen Unterrichts, Leipzig/Berlin 1918 [‘Storia e vita. Sui compiti educativi dell'insegnamento storico e linguistico', a partire dalla II ed. rivista con il sottotitolo Probleme und Ziele kulturwissenschaftlicher Bildung (‘Problemi e scopi della formazione scientifico-culturale’)]
- Individuum und Gemeinschaft. Grundfragen der sozialen Theorie und Ethik, Lipsia/Berlino 1919 [Individuo e società, a partire dalla II ed. completamente rielaborata (1924) con il sottotitolo Grundlegung der Kulturphilosophie (Fondazione della filosofia culturale), III ed. nuovamente rivista, 1926]
- Pädagogik, Leipzig 1921 [Pedagogia]
- Erkenntnis und Leben. Untersuchungen über Gliederung, Methoden und Beruf der Wissenschaft, Leipzig/Berlin 1923 [‘Conoscenza e vita. Ricerche su articolazione, metodi e vocazione della scienza']
- Die Philosophie der Gegenwart und ihr Einfluss auf das Bildungsideal, Leipzig/Berlin 1925 [‘La filosofia attuale ed il suo influsso sull'ideale educativo']
- Möglichkeiten und Grenzen der Pädagogik. Abhandlungen zur gegenwärtigen Lage von Erziehung und Erziehungstheorie, Leipzig/Berlin 1926 [‘Possibilità e limiti della pedagogia. Studi sulla situazione attuale dell'educazione e della teoria dell'educazione']
- 'Führen' oder 'Wachsenlassen'. Eine Erörterung des pädagogischen Grundproblems, Leipzig/Berlin 1927 [‘Guidare o lasciar crescere. Un'esposizione del problema pedagogico fondamentale']
- Wissenschaft, Bildung und Weltanschauung, Leipzig/Berlin 1928 [‘Scienza, educazione, visione del mondo’]
- Kant und Herder als Deuter der geistigen Welt, Leipzig 1930 [‘Kant e Herder interpreti del mondo spirituale’]
- Die philosophische Grundlagen der staatsbürgerlichen Erziehung, Leipzig/Berlin 1932 [‘Fondamenti filosofici dell'educazione statale borghese']
- Einleitung in die Philosophie, Leipzig/Berlin 1933 [‘Introduzione alla filosofia’]
- Die Selbsterkenntnis des Menschen, Leipzig 1938 [‘La conoscenza di sé dell'uomo']
- Der deutsche Geist und das Christentum, Leipzig 1938 [‘Lo spirito tedesco ed il cristianesimo’]
- Das Allgemeine im Aufbau der geisteswissenschaftlichen Erkenntnis, Leipzig 1941 [‘L'universale nella costruzione della conoscenza scientifico-spirituale']
- Die Befreiung des geschichtlichen Bewusstseins durch J. G. Herder, Leipzig 1942 [‘Lo sprigionarsi della coscienza storica in J. G. Herder']
- Geschichte und Verantwortung, Wiesbaden 1947 [‘Scienza e responsabilità’]
- Denken und Sein, Stuttgart/Zürich 1948 [‘Pensare ed essere’]
- Mensch und Welt. Grundlinien einer Philosophie des Geistes, München 1948 [‘Uomo e mondo. Lineamenti di una filosofia dello spirito']
- Staatsgewalt und Sittlichkeit, München 1948 [‘Potere statale ed eticità’]
- Wege und Irrwege geschichtlichen Denkens, München 1948 [‘Vie e deviazioni del pensiero storico’]
- Die Geschichte und das Übergeschichtliche, Hamburg 1949 [‘Storia e metastoria’]
- Geschichtswissenschaft und Geschichtsphilosophie, München 1950 [‘Scienza storica e filosofia della storia’]
- Der Mensch vor der Geschichte, Bremen 1950 [‘L'uomo dinanzi alla storia']
- Naturwissenschaft und Menschenbildung, Heidelberg 1952 [ trad. it. Le scienze e l'uomo, a cura di Carlo d'Altavilla, introd. di Antimo Negri, Armando, Roma 1967; ivi, 1972²]
- Hegel. Versuch einer kritischen Erneuerung, Heidelberg 1953 [‘Hegel. Saggio di un rinnovamento critico']
- Das Bildungsideal der deutschen Klassik und die moderne Arbeitswelt, Bonn 1955 [‘L'ideale educativo del classicismo tedesco ed il moderno mondo del lavoro']
- Die Wiedererweckung des geschichtlichen Bewußtseins, Heidelberg 1956 [‘Il risveglio della coscienza storica’]
- Technisches Denken und menschliche Bildung, Heidelberg 1957 [trad. it. Istruzione tecnica e formazione umana, a cura di Carlo d'Altavilla, Armando, Roma 1958; ivi, 1962²; ivi 1966³]
- Leibniz und die deutsche Gegenwart, Wiesbaden 1947 [‘Leibniz e l'attualità tedesca']
- Wissenschaft und Menschenbildung im Lichte des Ost-West-Gegensatzes, Heidelberg 1958 [‘Scienza e formazione umana alla luce della contrapposizione tra Est ed Ovest’]
- Freiheit und Lebensordnung. Zur Philosophie und Pädagogik der Demokratie, Heidelberg 1962 [‘Libertà e ordine vitale. Sulla filosofia e la pedagogia della democrazia']
- Wesen und Aufgabe der politischen Erziehung, Heidelberg 1964 [postumo, trad. it. Natura e compiti dell'educazione politica, a cura di Leone Agnello, Providente, Messina 1971]
- Pädagogik und Kultur. Kleine pädagogische Schriften 1918-1926, Bad Heilbrunn 1965 [‘Pedagogia e cultura. Scritti pedagogici minori', ed. postuma a cura di F. Nicolin]

### Articoli
- Die höhere Schule und das Problem der Einheitsschule, in «Monatsschrift für höhere Schulen», 18 (1919), pp. 280–293 [‘La scuola superiore ed il problema della scuola unificata’].
- Hegel und die Aufgaben deutscher Jugend, in Jugendführer und Jugendprobleme, studi in onore di Georg Kerschensteiner, ed. da Aloys Fischer e Eduard Spranger, Leipzig/Berlin 1930 [‘Hegel e i compiti della gioventù tedesca’]
- Hegels Begriff des „Geistes“ und das Problem der Tradition, in «Studium Generale», 4, 1952, pp. 241–244 [‘Il concetto hegeliano di ‘spirito’ ed il problema della tradizione']
- Leitsätze zur Begründung eines realistischen höheren Schulwesens, in «Bildung und Erziehung», 5 (1952), pp. 241–244 [‘Princìpi guida per la fondazione di un adeguato sistema scolastico superiore’]
- Charakterbildung geht vor Wissensbildung, in Pädagogische Wahrheiten und Halbwahrheiten kritisch beleuchtet, studi in onore di Wilhelm Flitner, ed. da Eduard Spranger, Heidelberg 1959, pp. 41–67 [‘La formazione del carattere precede la formazione del sapere’]